# Dmytro Doroszenko
Dmytro Iwanowycz Doroszenko, ukr. Дмитро Іванович Дорошенко (ur. 8 kwietnia 1882 w Wilnie, zm. 19 marca 1951 w Monachium) – ukraiński historyk, działacz polityczny, minister spraw zagranicznych Hetmanatu (1918).

## Życiorys
Pochodził z bocznej linii starego kozackiego rodu, którego przedstawicielami byli hetmani: Mychajło Doroszenko i Petro Doroszenko.
Studiował na Uniwersytecie Warszawskim i Uniwersytecie Petersburskim, ostatecznie ukończył w 1909 Uniwersytet Kijowski.  Działał w studenckiej Hromadzie, wstąpił do Ukraińskiej Partii Rewolucyjnej, następnie do Towarzystwa Ukraińskich Postępowców. W latach 1909–1913 był nauczycielem historii w Jekaterynosławiu, w 1913 powrócił do Kijowa, pracował jako nauczyciel, bibliotekarz i sekretarz Towarzystwa Naukowego im. Szewczenki. Rozpoczął współpracę z prasą rosyjską i ukraińską.
W czasie I wojny światowej był od 1915 pełnomocnikiem Wszechrosyjskiego Związku Ziemstw i Miast (tzw. Ziemgoru) (ogólnorosyjskiej organizacji samorządowej utworzonej w 1914 w celu pomocy państwu rosyjskiemu w organizacji zaopatrzenia i zaplecza szpitalnego dla armii) przy Froncie Południowo-Zachodnim. Zajmował się wówczas pomocą dla ludności cywilnej Galicji Wschodniej i Bukowiny, okupowanych przez armię rosyjską.
Po rewolucji lutowej i obaleniu caratu w marcu 1917 jeden z twórców Ukraińskiej Centralnej Rady. 26 marca 1917 wybrany do tymczasowego Komitetu Centralnego Związku Ukraińskich Autonomistów-Federalistów, od czerwca 1917 członek Ukraińskiej Partii Socjalistów-Federalistów. Od kwietnia do czerwca 1917 krajowy komisarz Rządu Tymczasowego Galicji i Bukowiny (z uprawnieniami generał-gubernatora). W sierpniu 1917 powrócił do Kijowa, mianowany komisarzem rządowym (gubernatorem) guberni czernihowskiej, funkcję sprawował do końca 1917.
Od maja do listopada 1918 minister spraw zagranicznych Hetmanatu. W październiku 1918 prowadził w Szwajcarii bezowocne rozmowy z przedstawicielami Ententy w sprawie uznania suwerenności Ukrainy i udzielenia jej pomocy. Po obaleniu Hetmanatu, w okresie rządów Dyrektoriatu Ukraińskiej Republiki Ludowej privatdozent historii Ukrainy na uniwersytecie państwowym w Kamieńcu Podolskim.
Po upadku państwowości URL, od 1920 na emigracji. Działacz ruchu hetmańców, członek Ukraińskiego Związku Włościan-Państwowców.
W latach 1921–1951 był profesorem historii Wolnego Ukraińskiego Uniwersytetu w Wiedniu, Pradze i Monachium. W latach 1926–1936 profesor Uniwersytetu Karola w Pradze. W latach 1926–1931 dyrektor Ukraińskiego Instytutu Naukowego w Berlinie. W latach 1936–1939 profesor Uniwersytetu Warszawskiego.
W latach 1945–1951 był pierwszym prezydentem Ukraińskiej Wolnej Akademii Nauk.
Autor ponad tysiąca prac naukowych dotyczących historii Ukrainy, historii kultury i Cerkwi na Ukrainie.